# Ракелу (Тулћа)
Ракелу (рум. Rachelu) насеље је у Румунији у округу Тулћа у општини Лункавица. Oпштина се налази на надморској висини од 64 m.

## Становништво
Према подацима из 2002. године у насељу је живело 994 становника, од којих су сви румунске националности.